# Pfarrkirche Weiden bei Rechnitz

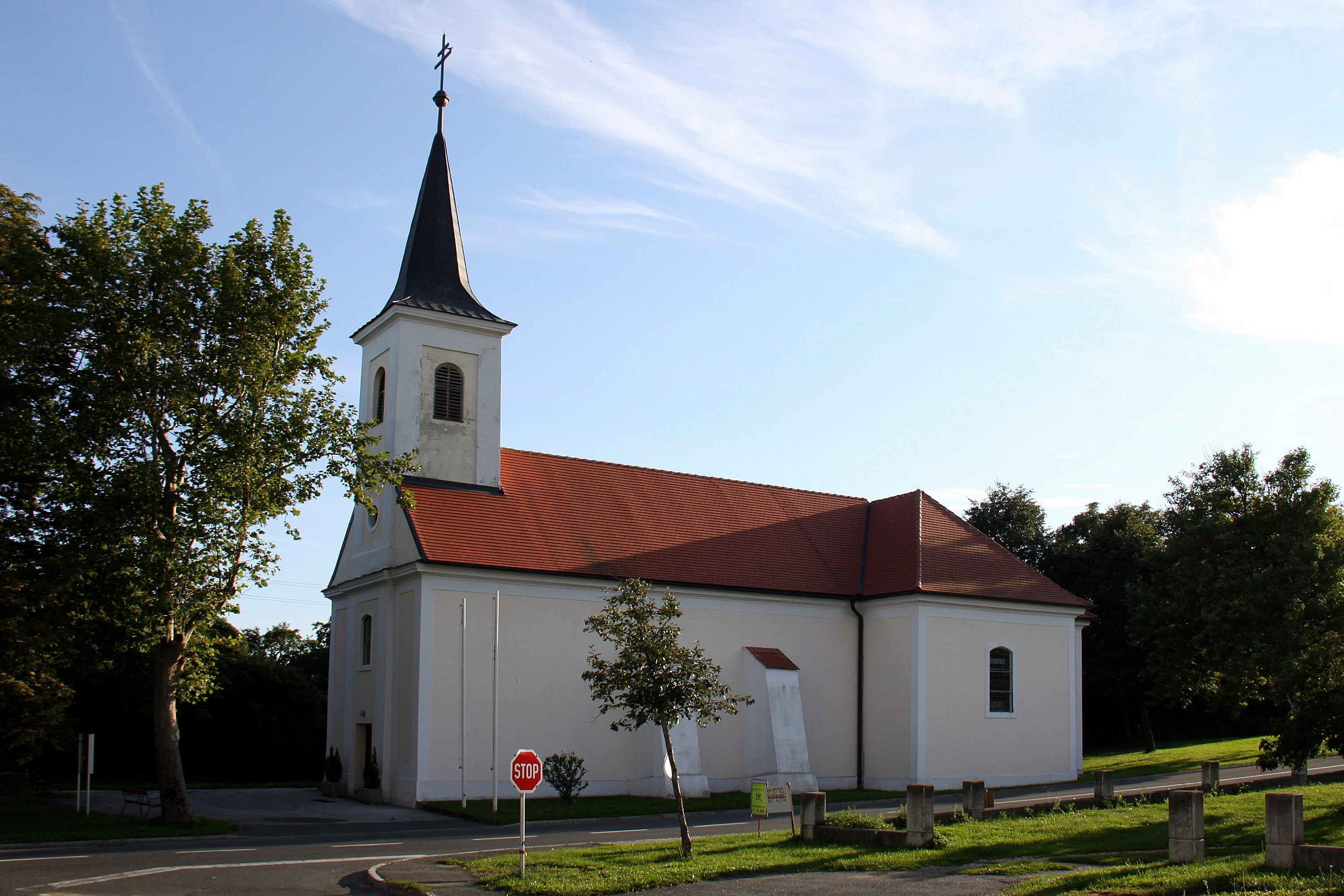
Kath. Pfarrkirche hl. Johannes Nepomuk in Weiden bei Rechnitz (2011)

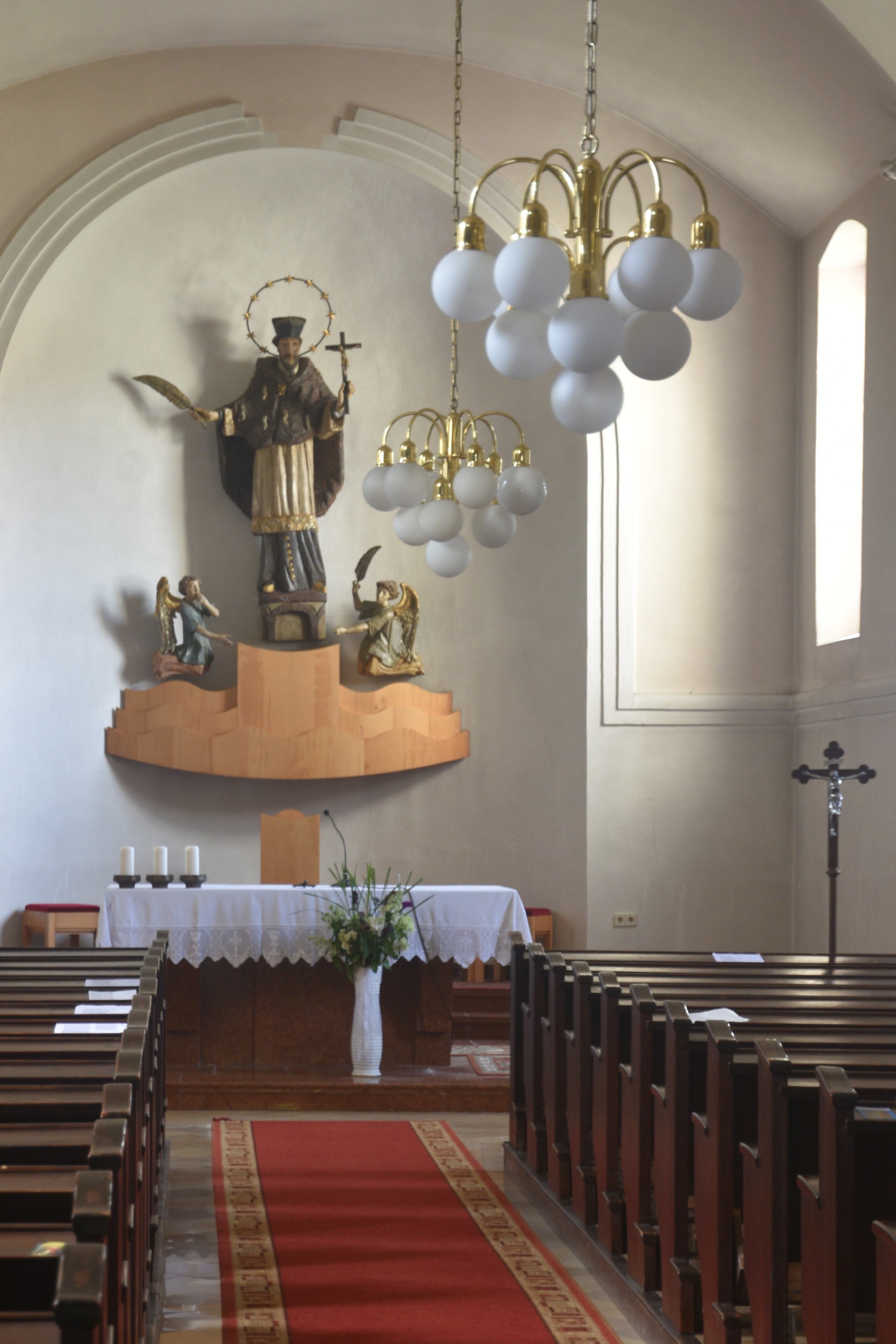
Innenansicht der Pfarrkirche

Die römisch-katholische Pfarrkirche Weiden bei Rechnitz steht an der Dorfstraße in der Gemeinde Weiden bei Rechnitz im Bezirk Oberwart im Burgenland. Sie ist dem heiligen Johannes Nepomuk geweiht und gehört zum Dekanat Rechnitz in der Diözese Eisenstadt. Das Bauwerk steht unter Denkmalschutz.

## Geschichte
Die Pfarre Weiden bei Rechnitz wurde 1808 gegründet. Die heutige Kirche wurde 1819 gebaut. Der Erweiterungsbau mit Querschiff, Altarraum und Sakristei wurde 1953 nach Plänen von Karl Holey errichtet. 1968 erfolgte eine Restaurierung.

## Kirchenbau
Kirchenäußeres
Der Bau ist eine einfache klassizistische Kirche. Der Ostturm mit Spitzhelm ist in die Fassade eingebunden. Am Schiff sind beidseitig Strebepfeiler.
Kircheninneres
Die Kirche hat ein zweigeschoßiges Turmjoch mit dreiachsiger platzlgewölbter Läutstube. Die drei Joche des Kirchenschiffes sind platzlgewölbt. Dazwischen sind breite Gurtbögen die auf flachen Pilastern ruhen. Über den Querarmen und dem Altarraum ist Tonnengewölbe. In der Vierung der Querarme mit dem Altarraum bilden diese ein Kreuzgratgewölbe. Der Altarraum ist flachrund geschlossen.

## Ausstattung
Der ursprüngliche Hochaltar wurde 1966 entfernt. Stattdessen befindet sich an der Wand jetzt eine neu gefasste Figur des heiligen Johannes Nepomuk aus dem 19. Jahrhundert. Am Seitenaltar ist eine Figur der heiligen Maria mit Kind aus der Mitte des 18. Jahrhunderts. Die Orgel aus 1910 mit 7 Registern wurde von Angster errichtet.